# Apostasioideae
 (août 2010).
Si vous disposez d'ouvrages ou d'articles de référence ou si vous connaissez des sites web de qualité traitant du thème abordé ici, merci de compléter l'article en donnant les références utiles à sa vérifiabilité et en les liant à la section « Notes et références ».
Classification APG II (2003)
Sous-famille
Les Apostasioideae sont une sous-famille des Orchidaceae. Elle est acceptée par la classification phylogénétique.

## Liste des genres
Selon NCBI (7 août 2010) :
- genre Apostasia Blume
- genre Neuwiedia Blume

## Liste des espèces
Selon NCBI (7 août 2010) :
- genre Apostasia
  - Apostasia nipponica
  - Apostasia cf. nipponica 0965
  - Apostasia nuda
  - Apostasia odorata
  - Apostasia papuana
  - Apostasia stylidioides
  - Apostasia cf. stylidoides Clements 4823/O-461
  - Apostasia wallichii
  - Apostasia cf. wallichii 1024
- genre Neuwiedia
  - Neuwiedia borneensis
  - Neuwiedia veratrifolia
  - Neuwiedia zollingeri